# اسپارتا
اسپارتا یکی از شهرهای کشور ترکیه و مرکز استان اسپارتا است.
جمعیت آن ۱۵۰۰۰۰ نفر و ارتفاع آن از سطح دریا ۱۰۳۵ متر است.
تولید گلاب در اسپارتا رایج است و به همین خاطر گاه آن را «شهر گل» نیز می‌نامند.
مسجد فردوس پاشا که از کارهای معمار سنان است، در این شهر قرار دارد.

## جاذبه‌های دیدنی

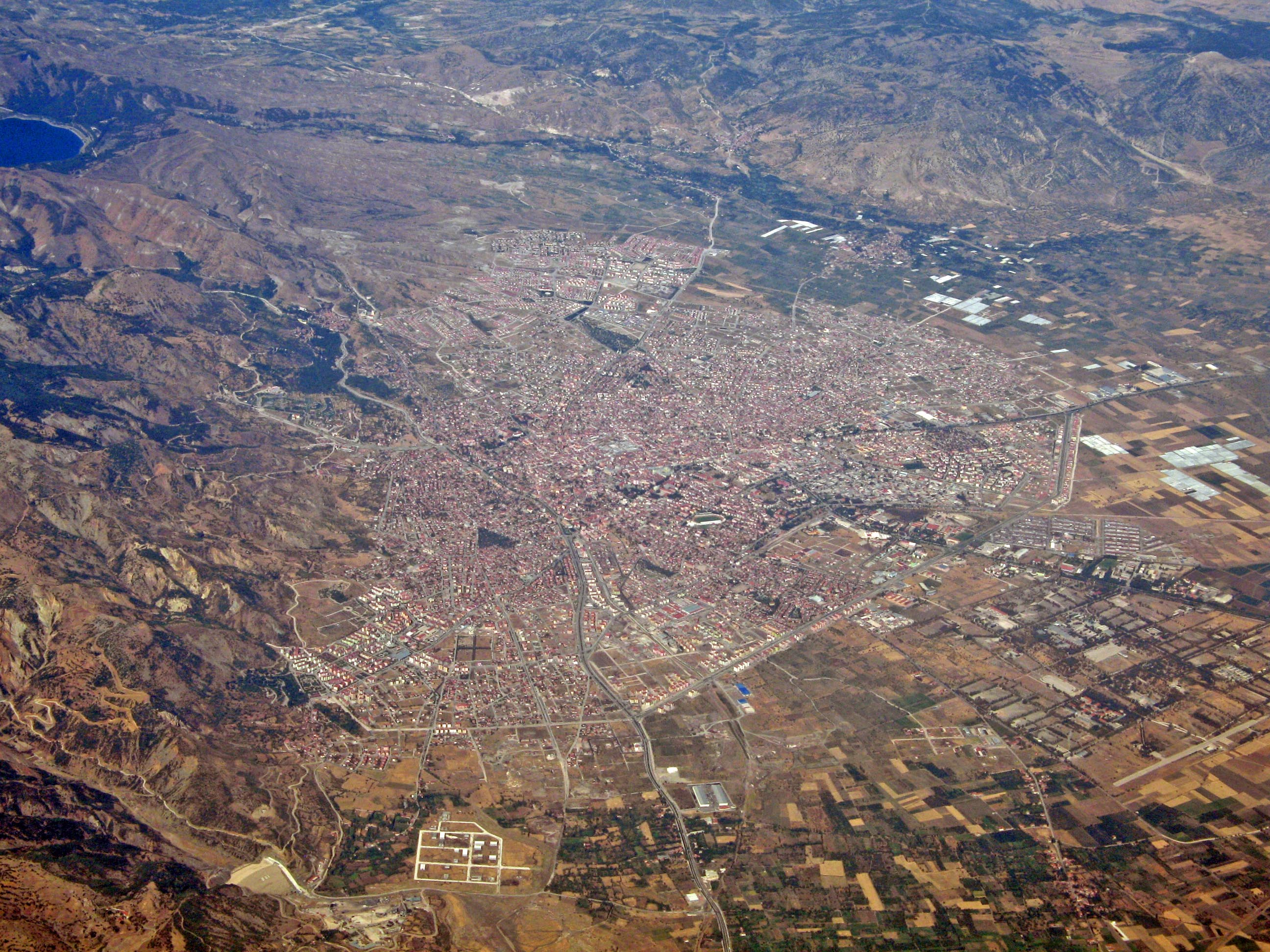
عکس هوایی از اسپارتا در ارتفاع حدود ۱۰۰۰۰ متری از سطح دریا

پارک ملی دریاچه کووادا در اسپارتا که از پوشش گیاهی متنوعی برخوردار بوده و میزبان گونه‌های مختلف پرندگان است، مورد توجه و استقبال گسترده دوستداران طبیعت و هنر عکاسی در چهار فصل سال قرار دارد. در این دریاچه زیبا بیش از ۱۵۳ گونه پرنده دریایی از جمله ۵۹ گونه بومی، ۲۶ گونه مهاجر زمستانی و ۴۸ گونه مهاجر تابستانی زندگی می‌کنند.
پوشش گیاهی متنوع این پارک در فصل سرما نیز جلوه ویژه‌ای دارد.
در این پارک که ۶۲ کیلومتر از مرکز شهر فاصله دارد، موزه‌ای متشکل از حیوانات وحشی مومیایی شده نیز قرار دارد.

## شهرهای خواهر
| پرچم | شهر   | کشور  | سال خواهر خواندگی |
| ---- | ----- | ----- | ----------------- |
|      | همدان | ایران | ۱۳۸۸              |